# Alburnoides prespensis
Alburnoides prespensis — риба родини ялецеві роду бистрянка (Alburnoides). Поширена на Балканах: озеро Преспа в Греції, Македонії і Албанії. Прісноводна бентопелагічна риба, до 9 см довжиною.